# Новоселки (Хвастовичский район)
Новоселки — деревня в Хвастовичском районе Калужской области. Входит в состав сельского поселения «Село Красное».

## Физико-географическое положение
Находится на берегу реки Рессета. Ближайший населённый пункт — село Севастополь. Деревню пополам делит ручей Кочига по преданию первые поселенцы увидели в ручье белую уточку, решив что это добрый знак, начали обустраиваться на новом месте.

## История
Поселение основано крепостными крестьянами Белого колодца, которых в первой половине XIX века в Жиздре в карты выиграл помещик села Красное Николай Викеньтиевич Студзинский. Вероятно, изначально поселение называлось Белоколодецкие дворики, а позже Ново-Хвастовичи в составе Милеевской волости.
На 1897 год в деревне был 131 житель.
В 1915 году деревня входила в приход села Красное, в ней была земская школа
В 1932 году в деревне образовался колхоз «Верный путь». Первым председателем его был Прокопий Никитич Игнатов, его сменил Орефий Игнатов, который при оккупации был старостой в деревне, активно помогал партизанам.
Великая Отечественная война
С октября 1941 по август 1943 деревня находилась в оккупации. Немцам стояли на позициях вдоль реки Рессеты.
Только фланговый удар 96-й стрелковой дивизии под селом Милеевом в конце июля 1943 года вынудил отступить противника. Во время боёв деревня сгорела почти полностью.
В 60-70 годы в деревне насчитывалось 600 человек работал медпункт, сельский клуб, магазин, животноводческая ферма.

## Образование
В 1947 году в деревне была восстановлена школа. Её директором стал Александр Тихонович Соколов. Вместе с женой Еленой Ивановной они проработали в школе всю жизнь. После распада СССР школу закрыли.

## В Литературе
- В сборнике стихов Михаила Игнатова "Травы луговые". Издательство "Путь", 1997 год.
- В книге Виктора Гусарова "Красное, село родное". Издательство "Гриф", 2004 год.

## Известные уроженцы
- художник СССР, пейзажист, портретист. Михаил Иванович Игнатов (1938-1994). Окончил Пензенское художественное училище имени К А Савицкого.
- поэт Михаил Иванович Игнатов (1949). автор сборника стихов "Травы луговые". издательство "Путь" 1997 год.
- Паршиков Василий Александрович.(? - 1942) один из основателей молодёжного антифашистского движения "Сокол".